# Tiberio Claudio Epafrodito
Tiberio Claudio Epafrodito (in greco antico: Ἐπαφρόδιτος?, Epafròditos, in latino Tiberius Claudius Epaphroditus; fl. I secolo) è stato un funzionario romano di Nerone, di origine greca.

## Biografia
Non si sa chi fosse il proprietario originario di Epafrodito, ma fu liberato dall'imperatore Claudio e, poiché i liberti adottavano il nome del padrone che li aveva liberati, il suo nome divenne Tiberio Claudio Epafrodito. Epafrodito divenne poi segretario imperiale a libellis di Nerone, che si occupava cioè delle petizioni rivolte all'imperatore; è anche menzionato come apparitor Caesarum, ossia come inserviente della casa Giulio-Claudia. Fu anche viator tribunicius, magistrato imperiale con poteri tribunizi.
Secondo Tacito, nel 65 Epafrodito venne a sapere che un gruppo di congiurati guidati da Gaio Calpurnio Pisone stava organizzando un attentato a Nerone perciò, comunicata la cosa all'imperatore, fece arrestare tutti i colpevoli. Dopo che i congiurati furono giustiziati (tranne Seneca che si suicidò), Epafrodito ricevette gli onori militari ed acquistò grandi appezzamenti di terreno sull'Esquilino, a est della Domus Aurea, divenendo ricco e potente.
Durante la cospirazione del 68 che pose fine all'impero di Nerone, Epafrodito seguì l'imperatore nella fuga e, poiché esitava a suicidarsi, lo aiutò a trafiggersi. Per questa azione Domiziano prima lo esiliò e poi lo fece uccidere, adducendo come pretesto che egli non avesse fatto nulla per impedire la morte di Nerone.
Epafrodito fu il proprietario del filosofo stoico Epitteto di Ierapoli., e probabilmente fu lui a liberarlo.
Non si deve confondere con gli omonimi Epafrodito liberto di Traiano ed Epafrodito citato da Paolo, nella Lettera ai Filippesi.